# José Calvo Sotelo

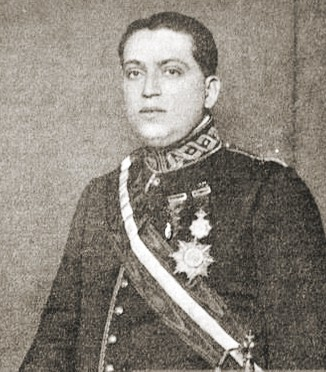
José Calvo Sotelo

José Calvo Sotelo (* 6. Mai 1893 in Tui, Provinz Pontevedra; † 13. Juli 1936 in Madrid) war ein spanischer Politiker und Minister.

## Politisches Wirken
Nach einer Ausbildung zum Staatsanwalt und verschiedenen journalistischen Tätigkeiten wurde er von Miguel Primo de Rivera als Staatssekretär in das Regierungsministerium (Ministerio de Gobernación) berufen, um ein Autonomiestatut für die Regionen, Kommunen und Kreise in administrativer und sozialer Hinsicht zu entwickeln.
Hiernach wurde Calvo Sotelo Finanzminister, was er bis 1930 blieb. In dieser Zeit gelang es ihm, die Einnahmen des Staates deutlich zu steigern. Unter anderem schuf er das staatliche Erdölmonopol (CAMPSA), und bekämpfte die Steuerhinterziehung vor allem der oberen Schichten, scheiterte aber an der hohen Inflation und trat deswegen 1930 zurück.
In der zweiten spanischen Republik wurde Calvo Sotelo wegen seiner Kollaboration mit der Diktatur von Primo de Rivera gezwungen, ins Exil zu gehen, zuerst nach Lissabon, später nach Paris. Zwar gewann er aus dem Exil sowohl für die Legislatur 1931–1933 als auch für die darauffolgende Periode ein Parlamentsmandat, konnte es aber nicht wahrnehmen.
1934 wurde er nach dem Wahlsieg der Rechten amnestiert und betätigte sich in der Folge in der Renovación Española (dt. Spanische Erneuerung), einer monarchistisch-autoritären Partei, aktiv. Demokrat in seinen Jugendjahren, hatte sich Calvo Sotelo während des erzwungenen Exils zu einer der bedeutendsten Persönlichkeiten der spanischen Rechten gewandelt. 1934 gründete er auch den Bloque Nacional, einen losen Zusammenschluss der beiden monarchistischen Strömungen (Alfonsinos und Carlistas) und verschiedener regionaler rechter Gruppierungen, dessen Vorsitzender er wurde.
Nach dem Wahlsieg der linken Frente Popular (dt. Volksfront) wurde Calvo Sotelo zu einer führenden Persönlichkeit der rechten Opposition. Die Regierung konnte gegenüber linken wie rechten Extremisten die öffentliche Ordnung nicht sicherstellen, was Calvo stets gefordert hatte. Es kam zu Massenstreiks, Straßenkämpfen und Attentatsserien.

## Das Attentat am 13. Juli 1936
Auf dem Höhepunkt der Unruhen wurde Calvo Sotelo am 13. Juli durch Angehörige der Guardia de Asalto und der Guardia Civil ermordet, was laut Ansicht der Historiker Ian Gibson, Paul Preston und Gabriel Jackson als Racheakt für ein Attentat der extremen Rechten (Falangisten bzw. Karlisten) auf einen republikanischen Leutnant der Guardia de Asalto gedacht war. Der konservative Historiker Bullón de Mendoza hat den Fall untersucht und sich dabei auf Akten des Prozesses gestützt, in dem sich unmittelbar nach Francos Sieg zur Zeit der politischen Säuberungswellen ehemalige Franco-Gegner für den Mord zu rechtfertigen hatten. Bullón sieht Anzeichen dafür, dass der Mord schon länger geplant gewesen sein könnte und das Attentat auf Castillo wohl nur als Vorwand gedient habe: Der Chef der nationalen Sicherheitsdirektion, José Alonso Mallol, habe demnach am 29. Juni, 14 Tage vor dem Attentat, befohlen, die Eskorte von Calvo Sotelo auszutauschen, um ihn besser überwachen zu können. 
Ein Mitglied der neuen Eskorte, Serrano de la Parte, sagte vor Gericht aus, er habe den Auftrag gehabt, im Falle eines Angriffs auf Calvo Sotelo an einem zentralen Ort Widerstand vorzutäuschen und im Falle eines Angriffs an einem abgelegenen Ort keinen Widerstand zu leisten oder Calvo selbst zu töten. Einige von Calvos Mördern hätten aus der Eskorte von Abgeordneten der spanischen Linken gestammt, die sie nach dem Attentat und vor dem Ausbruch des Bürgerkriegs versteckt hätten. So habe Luis Cuenca, ein Freund Castillos, sowie ein weiterer Attentäter bei der PSOE-Abgeordneten Margarita Nelken Unterschlupf gefunden. Auch Indalecio Prieto und ein weiterer PSOE-Abgeordneter, Julián Zugazagoitia, sollen von der Täterschaft Cuencas gewusst haben, deckten jedoch die Tat. Bekannt wurde die öffentlich bekundete Freude der Revolutionärin Dolores Ibárruri über das Attentat.

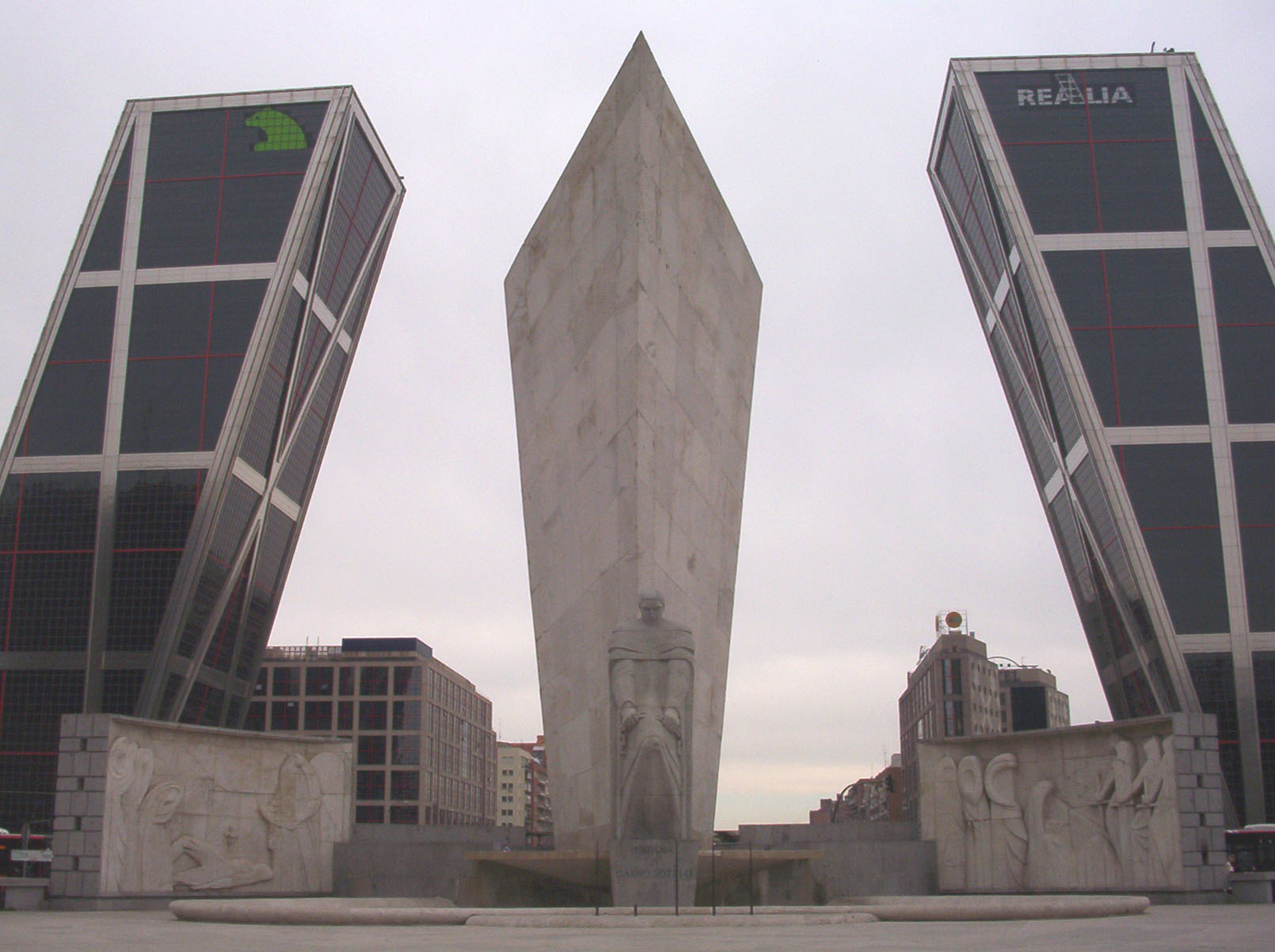
Calvo-Sotelo-Denkmal in Madrid, Werk des Architekten Manuel Manzano Monís mit Skulptur von Carlos Ferreira

Nach Ansicht mancher verschaffte dieses Attentat den Militärs Rückhalt in der konservativen Bevölkerung, den sie vier Tage später, zu Beginn des Spanischen Bürgerkrieges dann tatsächlich erfuhren. Sein Tod bewog auch die Karlisten, den Putsch mit ihren paramilitärischen Verbänden zu unterstützen.
Während der Franco-Diktatur trug Calvo den Beinamen „erster Märtyrer“ (Protomártir). Spanischen Rechtsextremisten gilt Calvo Sotelo auch heute noch als „Märtyrer“. In der Öffentlichkeit präsent ist er noch heute durch ein 1960 (während des Franquismus) errichtetes Monument auf der Plaza de Castilla (bei den Türmen der heutigen Puerta de Europa) in Madrid und durch mehrere Straßen im ganzen Land, die nach ihm benannt sind. Auch ein Kanonenboot der spanischen Marine trug seinen Namen.
Sein Neffe Leopoldo Calvo-Sotelo war von Februar 1981 bis Dezember 1982 Ministerpräsident Spaniens.